# 마리솔 (텔레노벨라)
《마리솔》(스페인어: Marisol)은 1996년에 방영된 멕시코의 텔레노벨라이다.

## 캐스트
- 에리카 부엔필 - Marisol Ledesma Garcés del Valle / Veronica Soriano
- 에두아르두 산타마리나 - Jose Andrés Garcés del Valle